# Университет округа Колумбия
Университет округа Колумбия (UDC) — американский государственный университет, расположенный в Вашингтоне, округ Колумбия. Является единственным государственным вузом в округе Колумбия. Исторически чёрный университет.

## История
UDC был создан в 1977 году в результате слияния Педагогического колледжа округа Колумбия с Федеральным городским колледжем и Вашингтонским техническим институтом.
В 1851 году была основана Школа для цветных девушек. В 1879 году, к тому времени известная как Минер-школа (англ. Miner Normal School), она присоединилась к государственной системе образования. Вашингтонская Нормальная школа (англ. Washington Normal School) была создана в 1873 году для девочек, и была переименована в Уилсон Нормальную школу (англ. Wilson Normal School) в 1913 году. 
В 1929 году Конгресс Соединенных Штатов сделал обе школы четырехлетними нормальными школами и создал Педагогический колледж Минера для афроамериканцев и Педагогический колледж Уилсона для белых. В 1955 году, после судебного процесса Браун против Совета по образованию, две школы объединились в Педагогический колледж Округа Колумбия.

## Управление общественной безопасностью и управление чрезвычайными ситуациями
Управление общественной безопасностью и управление чрезвычайными ситуациями является полицией UDC; они несут ответственность за сохранение порядка в университете и его имущества. Отдел состоит из специальных сотрудников полиции (SPO) и специалистов связи (CS).

## Школы и колледжи
- Колледж сельского хозяйства, устойчивости городов и наук об окружающей среде (англ. College of Agriculture, Urban Sustainability & Environmental Sciences (CAUSES))
- Колледж искусств и наук (англ. College of Arts & Sciences (CAS))
- Высшая школа бизнеса и государственного управления (англ. School of Business & Public Administration (SBPA))
- Школа инженерных и прикладных наук (англ. School of Engineering and Applied Sciences (SEAS))
- Школа права Дэвида А. Кларка (англ. David A. Clarke School of Law), ранее Юридический факультет Антиохии (англ. Antioch School of Law)
- Исследования и аспирантуры (англ. Research and Graduate Studies)
- Общественный колледж Университета округа Колумбия (англ. University of the District of Columbia Community College (UDC-CC))